# ستيفن فينيكول
ستيفن ياكوبس فينيكول (1660–1719) كان معماري من القرن 18 من هولندا. وقد ولد ومات في أمستردام. كان مساعداً لياكوب فان كامبن، جنباً إلى جنب مع بيتر بوست، Arent van 's Gravesande، Bartholomeus Drijflhout، Willem de Keyser، وDaniël Stalpaert وتعلم منه الطرز الكلاسيكية الجديدة التي نشرها أندريا بالاديو وVincenzo Scamozzi. وكان عضواً في chamber of rhetoric سميت Egelantier. وقد تزوجت أخته الرسام جوهانس غلاوبر. ووفقاً لمعهد هولندا لتاريخ الفن، فقد توفى في 7 مارس 1719.

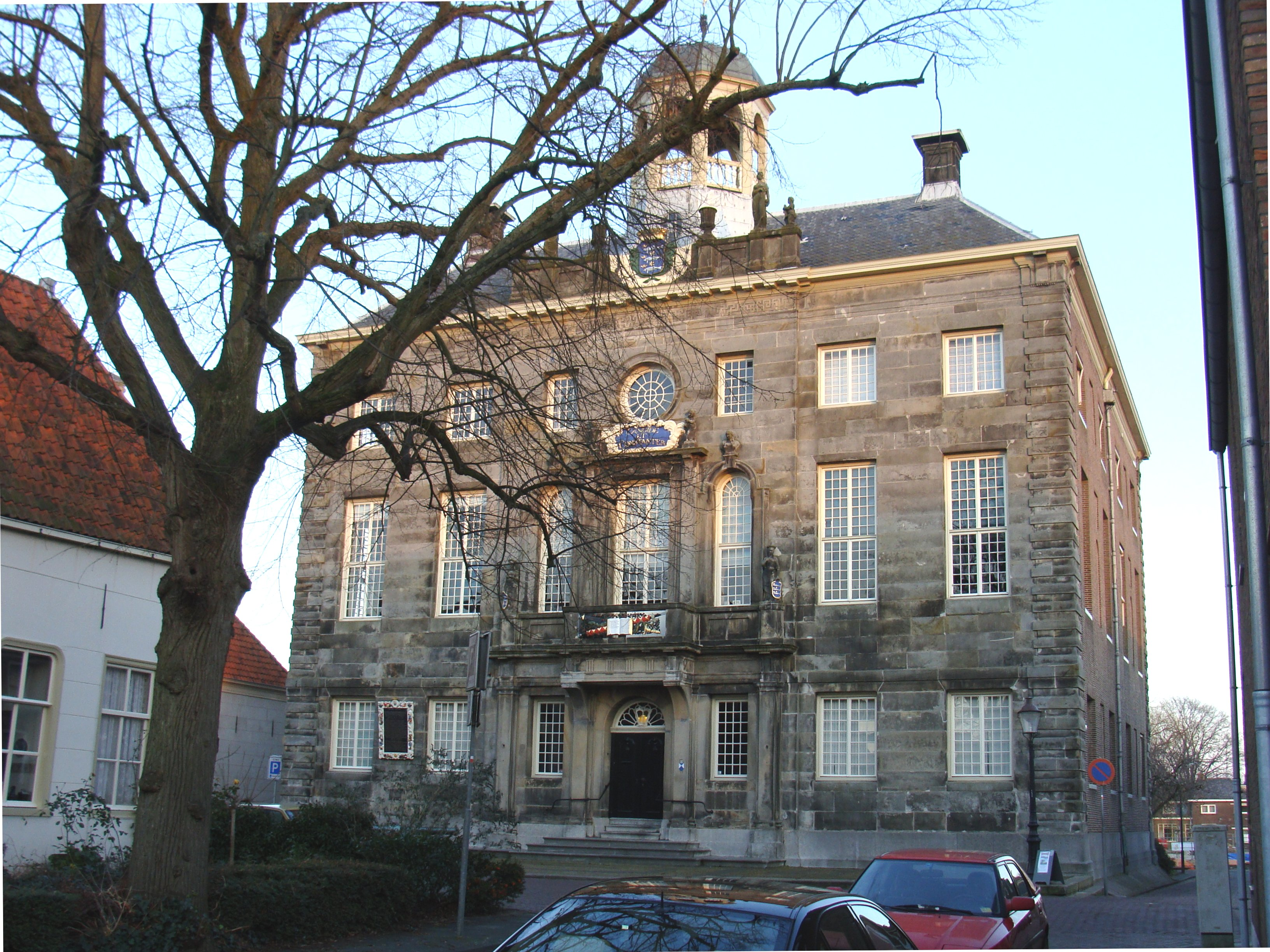
صالة مدينة إنكهاوزن، ترى من كالكستايخر
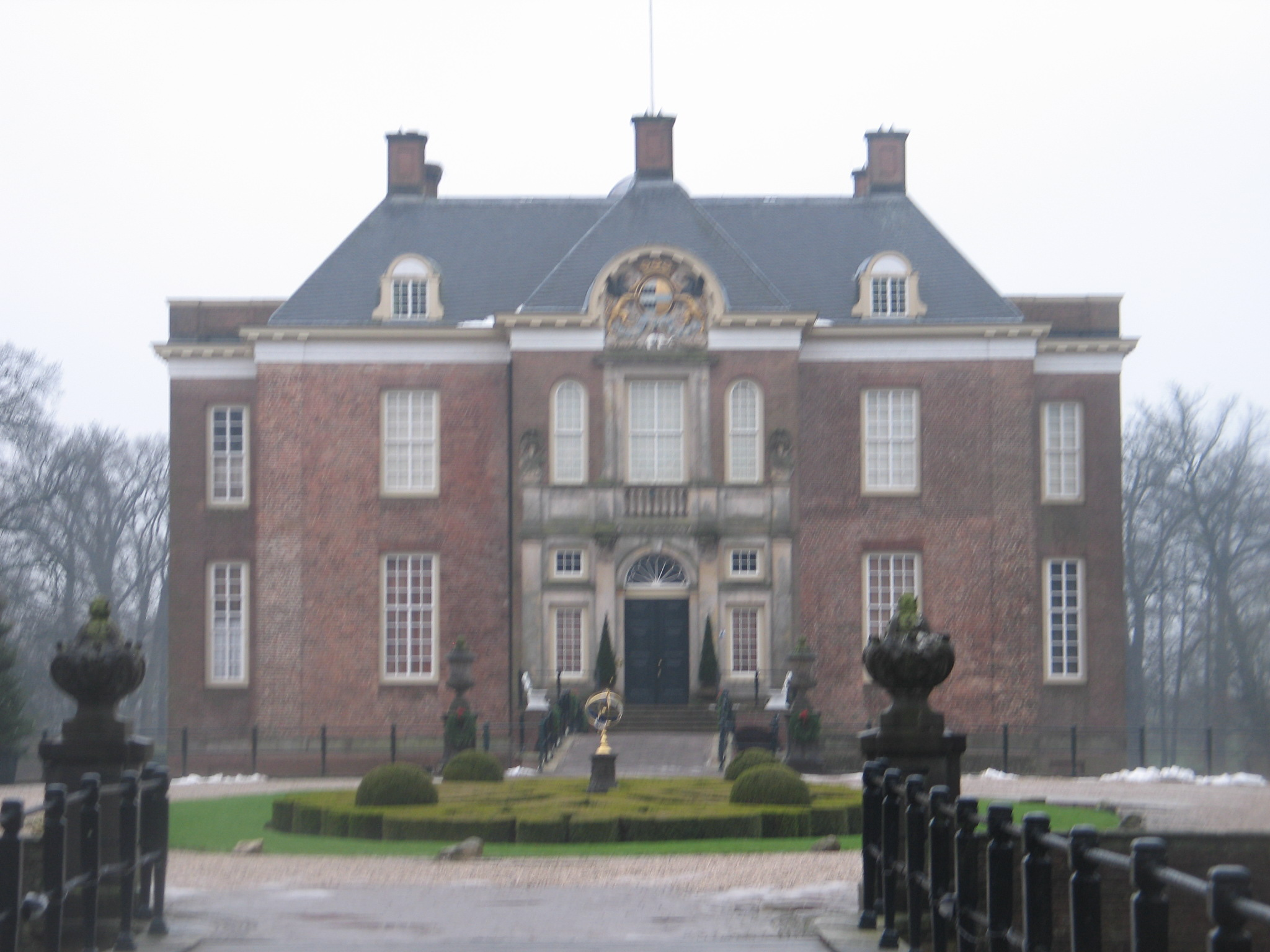
Castle Middachten، De Steeg
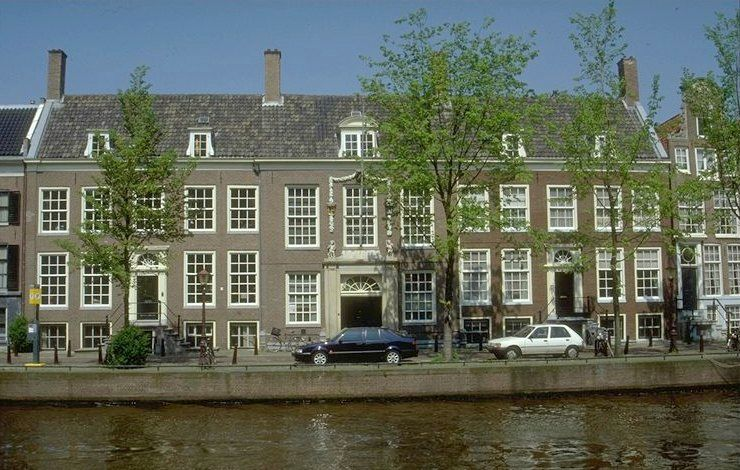
Deutzenhofje، قنوات أمستردام، أمستردام